# サンドロ・キア

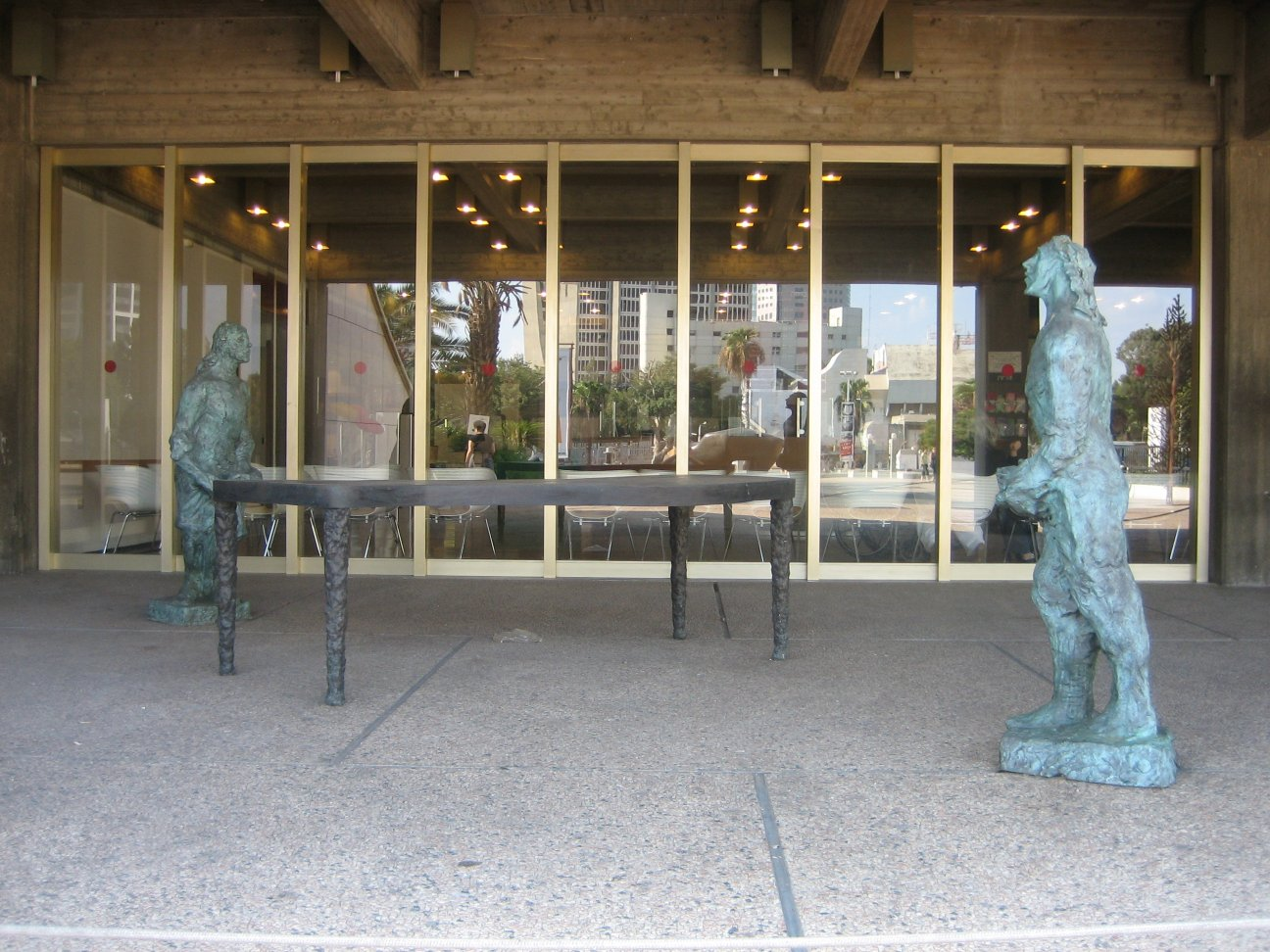
サンドロ・キア作『Table of Peace』のブロンズ像（2003年。イスラエル、テル・アビブ美術館

サンドロ・キア（Sandro Chia, 1946年4月20日 - ）は、イタリアの画家、彫刻家。

## 経歴
キアはフィレンツェの生まれ。同じイタリアのフランチェスコ・クレメンテ、ミンモ・パラディーノ、ニコラ・デ・マリア、エンツォ・クッキらとともに、イタリア・トランスアバンギャルド運動の主要メンバーであった。この運動は世界的な新表現主義の一部で、1980年代にピークを迎えた。